# 李熺性 (1924年)
李熺性（韓語：이희성; 1924年12月29日—2022年6月6日），韓國陸軍軍官和無黨派政治人物。1979至1981年間任韓國陸軍參謀總長，1982年起任交通部長官至1983年。
2022年6月6日去世，終年97歲。